# Zwölfstädtebund

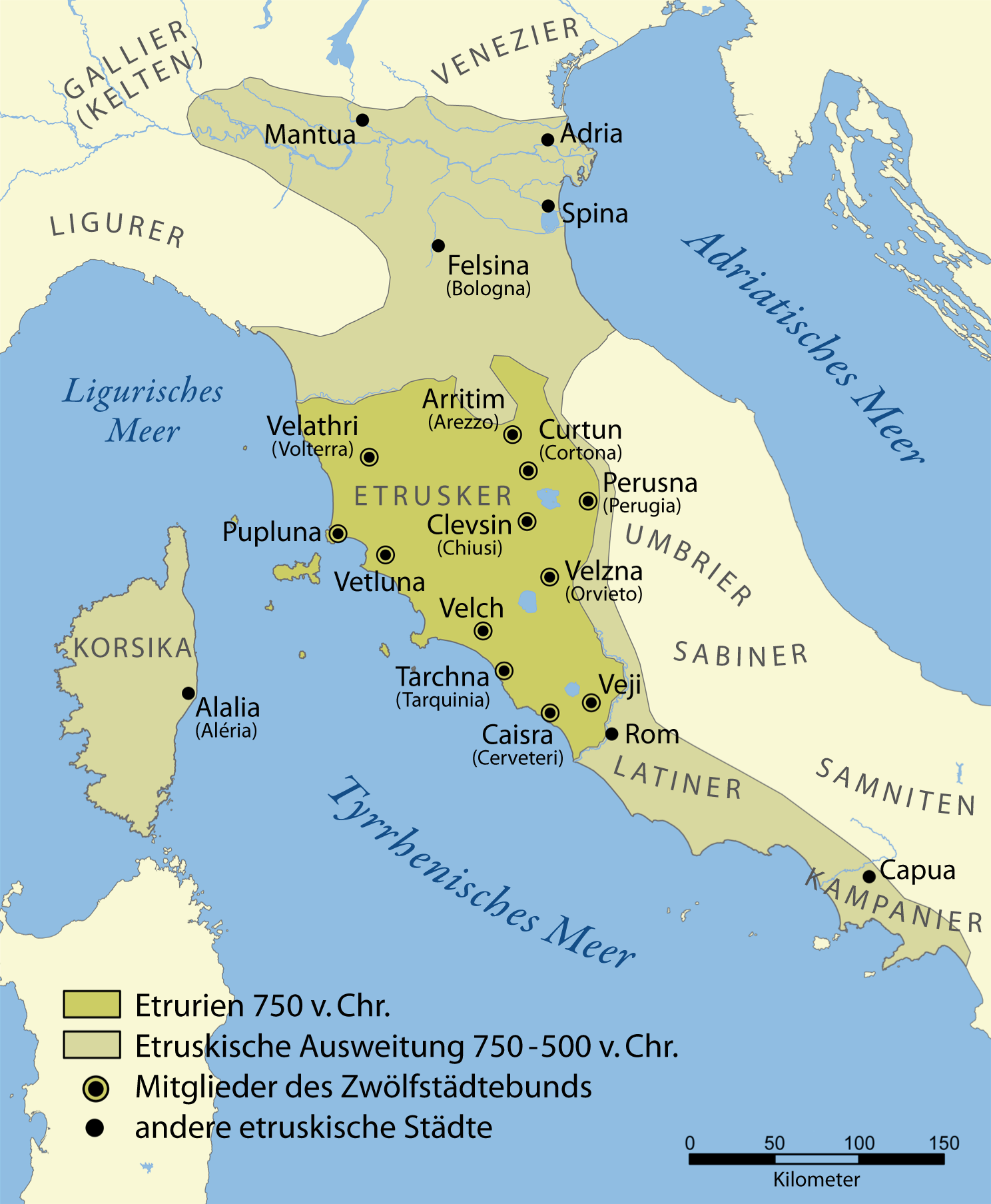
Karte der etruskischen Gebiete mit den Städten des Zwölfstädtebund.

Die Etrusker waren politisch in Stadtstaaten organisiert. Zwölf von ihnen schlossen sich um 600 v. Chr. zu einem Städtebund, dem Zwölfstädtebund zusammen, der eher religiös orientiert und nach außen selten aktiv war. Nach dem Einfall der Kelten in die Po-Ebene um 380 erholte sich Etrurien nicht und wurde sukzessive von Rom assimiliert.
Der Umfang der Belege in Artefakten ist spärlich und Ausgrabungen geben Archäologen auch künftig viel Arbeit. Deutungen bleiben daher ohne finalen Beweis.
Nach Titus Livius wurde der Bund von Tarchon eingeführt. Zum Städtebund gehörten:
| Etruskisch       | Latein           | Italienisch | Lage                      |
| ---------------- | ---------------- | ----------- | ------------------------- |
| Aritim           | Arretium         | Arezzo      |                           |
| Caisra, Cisra    | Caere            | Cerveteri   |                           |
| Clevsin          | Clusium          | Chiusi      |                           |
| Curtun           | Cortona          | Cortona     |                           |
| Persna, Phersna  | Perusia          | Perugia     |                           |
| Pupluna, Fufluna | Populonia        | Populonia   | Piombino                  |
| Tarchna          | Tarquinii        | Tarquinia   |                           |
| Vei              | Veii             | Veio        | Isola Farnese (Rom)       |
| Velathri         | Volaterrae       | Volterra    |                           |
| Velsna, Velzna   | Volsinii Veteres | Orvieto ?   |                           |
| Velch            | Volci            | Vulci       | Montalto di Castro        |
| Vetluna, Vatluna | Vetulonia        | Vetulonia   | Castiglione della Pescaia |

Manchmal wird auch Rusel, lat. Rusellae (Roselle) zum Zwölfstädtebund gerechnet. Nach der Zerstörung von Veii (Veji) rückte Populonia nach. Ähnliche Bünde gab es auch in den etruskischen Siedlungsgebieten in der Po-Ebene und in Kampanien.
Wichtige etruskische Städte in der Po-Ebene waren:
- Felsina (Bologna)
- Arimna (Rimini)
- Manthva (Mantua)
- Mutina (Modena)
- Parma
- Piacenza
- Ravena (Ravenna)

Wichtige etruskische Städte in Kampanien waren:
- Capeva (Capua)
- Acra (Acerra)
- Nula (Nola)
- Herculaneum
- Pompeji
- Sorrent